# キンバリー・J・ブラウン
キンバリー・J・ブラウン（Kimberly J. Brown、1984年 11月16日-）は、アメリカ合衆国の女優である。

## 経歴

### 生い立ち
11歳になるまでに、ブラウンはすでにフォードモデルズの子供モデルとして成功を収め、複数のブロードウェイショーで演奏し、ガイドライトのマラ・ルイスの描写でエミー賞ノミネートを獲得する。声優としての仕事も見つけ、 日本アニメの『吸血姫美夕』の英語版で主人公の山野美夕の声を担当したりもしている。
13歳の時、ディズニー・チャンネルのオリジナル映画『ハロウィンタウン』に出演し、デビー・レイノルズが描いた祖母アギーから魔法を学ぶことを決意した若い魔女マーニー・パイパーを演じその後作られた続編にも続けて出演した。2021年5月には海外ドラマの『ジェネラル・ホスピタル』のキャストに加わったと発表された。

## 主な出演作品

### 映画
| Bringing Down the House |

| Friendship! |

| Dorothee |

### テレビシリーズ
| The Baby-Sitters Club |

| Helena, Girl #1 |

| Halloweentown |

| Two of a Kind |

| My Sister's Keeper |

| Halloweentown High |

## References
1. ↑  “Kimberly J. Brown: Bio”. Kimberly J. Brown. 2018年4月2日閲覧。
2. ↑  “Kimberly J. Brown – About Me”.   kimberlyjbrown.com. 2016年1月25日閲覧。